# KAvZ
La planta de autobuses de Kurgán (KAVZ) (del ruso: Курганский автобусный завод), es un fabricante de autobuses con sede en la ciudad de Kurgán, Rusia. Desde 2001 ya era parte del "Grupo GAZ". En la actualidad, y dadas las circunstancias de la crisis postsoviética, la planta de KAVZ tuvo que ser reactivada, simplemente por la cuestión de que siguen en demanda en algunas regiones de Rusia de los autobuses de la familia, y ya que los novedosos modelos de autobuses no se han adaptado bien a las exigentes condiciones del mercado ruso, y aparte de su excesivo costo para los consumidores ordinarios, la planta de autobuses de la ciudad de Kurgan se reactivaría en el año 2005, y ahora es la planta que se dedica a la producción de autobuses en el autoholding en el Grupo GAZ.
Actualmente la dirección general del "Grupo GAZ" se plantea la cuestión de si continúa con la producción de los autobuses en KAVZ, pero dado que las facilidades de producción son de muy reducido aprovechamiento a pesar de su enorme tamaño, y a su alta demanda es una probabilidad de que la fabricación se siga llevando sin contratiempos. El Joint-Stock Company de "KAVZ" se vuelve ahora una filial de JSC "GAZ", con una participación del 100% en el capital autorizado a la anterior. 
La dirección de KAvZ es ahora tomada en todos sus aspectos directamente por la dirección general de la GAZ, en Nizhnyi Tagil, Rusia.

## Historia

### Inicios
La planta de autobuses de Kurgán fue fundada el 14 de enero de 1958, especialmente enfocada en la producción de autobuses con el distintivo diseño de capó pequeño, y fue una de las clases de mayor reconocimiento durante los últimos 53 años, llegando a ser una de las mayores compañías de producción de autobuses en Rusia.
la historia de la planta se remonta a cuando la planta fue encomendada a carrozar chasis de camiones PAZ-651 para darle a la compañía un inicio más rápido, ya en sus primeros 5 años la propia planta era ya la responsable de sus diseños, y con una primera producción de 5.000 autobuses al año., se destacó por sus acelerados inicios. Por el año de 1967 su capacidad fabríl se incrementó hasta los 50.000 autobuses carrozados en el modelo de base. De 1967 a 1977 la fábrica lanza la nueva línea de autobuses KAVZ-685.

### Años 1990
En los años 90, y debido a los cambios en los sectores productivos de la economía rusa, incluida la agricultura, la demanda en todos los ramos industriales cayó fuertemente, así mismo la demanda de autobuses de pequeña capacidad se mermaría, y los que fueron sus principal consumidores; las granjas estatales y las granjas colectivas, así como los ministerios soviéticos y las líneas directivas de las empresas estatales iban desapareciendo. 
En 1993, la planta llevó a cabo un proceso de realineación, en donde la recapacitación y reorganización de la producción llevó al lanzamiento de una nueva familia de autobuses, y la instalación de una línea de montaje de vagones con una capacidad total de 24 pasajeros, un 200sht.v de 150 años. En 1992, hizo por primera vez aparición un nuevo tipo de bus carrozado, en los modelos KAVZ 3275, KAVZ-32784 y 'KAVZ-3278, que tienen mayores niveles de comodidad y cumplen con las normas y requisitos estándar e internacionales de seguridad y de calidad.
Con el fin de satisfacer la demanda de mercado para grandes autobuses de los servicios de transporte intermunicipal, los nuevos modelos de autobuses eran montados sobre la base de los chasis de grandes camiones ZIL, resultando ser un nuevo modelo de autobuses urbanos y suburbanos, denominados KAVZ-422910/422901, además; se prestó gran atención a las nuevas estrategias de mercadotecnia, poco usadas en la antigua Rusia, con el ingreso a nuevos mercados de autobuses, ya dado el cambio en los niveles social, político y económico en Rusia. Los modelos de autobuses desarrollados sobre la base de camiones ZIL con tracción 6x6 han sido la mayor novedad; siendo su resultado más palpable el KAVZ-422990, los que resultaron ser similares a loa autocares norteamericanos. Además, y desde que en 1981 hicieran su aparición los primeros buses sobre los chasis UralAZ, se mejoraron dichos modelos, y en poco más de diez años la fábrica regresa a la fabricación de carrocerías montadas sobre los chasis UralAZ, siendo denominados sus resultantes los productos de la línea KAVZ-URAL, y siendo entregado el primer lote de los mismos en 1998.

### Años 2000
En 2001, la planta de autobuses de Kurgán se convirtió en parte del mayor holding de la mayor empresa de construcción automóviles y de maquinaria para la industria automovilística: El "Grupo GAZ", que reúne a los principales productores de autobuses y vehículos en Rusia. En la estrategia para la recuperación de la empresa en el año 2001; y estando al borde de la bancarrota, la planta de autobuses de Kurgán desarrolla un autobús escolar que se adapte v a los requisitos del Programa GOST para los autobuses de transporte de ecolares. El primer pedido para el suministro de dichos autobuses, todos ellos bajo el programa "autobús escolar", la planta KAVZ hace la entrega inicial de 55 autobuses para la región de Yaroslavl, en el año 2001. En los dos años siguientes al inicio del programa, y bajo el proyecto de reforma a la educación nacional; la planta de autobuses de Kurgán hace entrega de cerca de 3.000 autobuses escolares a todas las regiones de Rusia. Los datos del programa para la solución de transporte de los estudiantes en las zonas rurales y en estados vecinos estuvo a disposición de los interesados, siendo éstos usados para promocionar sus características y prestaciones a otros clientes potenciales, por lo tanto, la planta de autobuses Kurgán hace entrega de buses en las mismas configuraciones usadas en Rusia a los ministerios de educación de naciones del antiguo orbe soviético, como Bielorrusia, Kazajsitán y Ucrania.
Al entrar en el mercadeo, dado por los excelentes resultados dejados y ante la perspectiva abierta desde el inicio de la producción de dicha línea en las instalaciones de la empresa, la gerencia de la empresa tomó la importante decisión de la reunión de la reorganización estratégica de las líneas y equipos de producción de la planta de autobuses de Kurgán para el proceso fabril de los autobuses ecolares, e inicia la fabricación de la línea de buses PAZ-4230 "Aurora" los cuales tienen un índice de producción similar al de los autobuses de la línea KAVZ-4235.
La Planta de Kurgan está en constante expansión ante la distante geografía que debe cubrir con su oferta, no sólo en Rusia y la CEI, sino también a países lejanos. A partir de 2009-2011 a la República de Nicaragua se le hizo entrega de un lote de 380 autobuses KAVZ con el objetivo de actualizar la flota de transporte intermunicipal del país centroamericano, y se estudia la posibilidad de construir una ensambladora local para la comercialización y distribución a las naciones centro y suramericanas interesadas en sus productos.
Hoy, la compañía tiene los suficientes recursos para mejorar la producción, estando en proceso de reconstrucción sus instalaciones, mejorando los flujos de proceso, aumentando la modernización tras adquirir nuevos equipos de producción, tales como sistemas de corte láser para el patronaje de las piezas, equipos de control numérico con palanquillas, equipos de doblado de tubos y de procesamiento de láminas y de aceros especiales.

### Modelos actuales
A principios del año 2008, y con la eliminación de la línea de producción de la familia KAVZ-3976; se puso fin a una historia de 50 años de producción de los autobuses de carrocería pequeña en base al chasis de los camiones GAZ. La producción en pequeña escala de los buses KAVZ-3244, la cual es realizada en las instalaciones de la filial de la compañía "OOO Vic LTDA.", a la cual le fuera doblada su capacidad productiva en el año 2007.
El programa de producción para el año 2009 KAVZ consistió en el retoque estético de la parte trasera de los autobuses de tamaño medio de la familia moderna "KAVZ-4235 Aurora" y de los "KAVZ-4238", ampliamente usados para el transporte interurbano e interregional, así como de los buses de piso bajo para uso interurbano de la línea "KAVZ-4239", en los que se usan chasis de origen chino.
La variedad de líneas y modelos de la planta incluyen ómnibuses de la clase media "KAVZ-4235 "Aurora" modificados para su uso en escuelas urbanas y suburbanas, y de los autobuses "KAVZ-4238 "Aurora" de uso comercial. En 2010 los autobuses de la planta de Kurgán se reestilizaron en la primera etapa; renovando su línea de modelos básicos. A todos los autobuses se les ha rediseñado la parte frontal, se les han instalado nuevos motores, transmisiones y equipos eléctricos. Este año, la planta comenzó la segunda etapa de las modificciones necesarias para poder llegar a los mercado europeos al usar motores con tecnologías de emisiones estándar, y en los autobuses entrenadores recibieron nuevos interiores para ser más aptos a su rol.

## Galería de imágenes

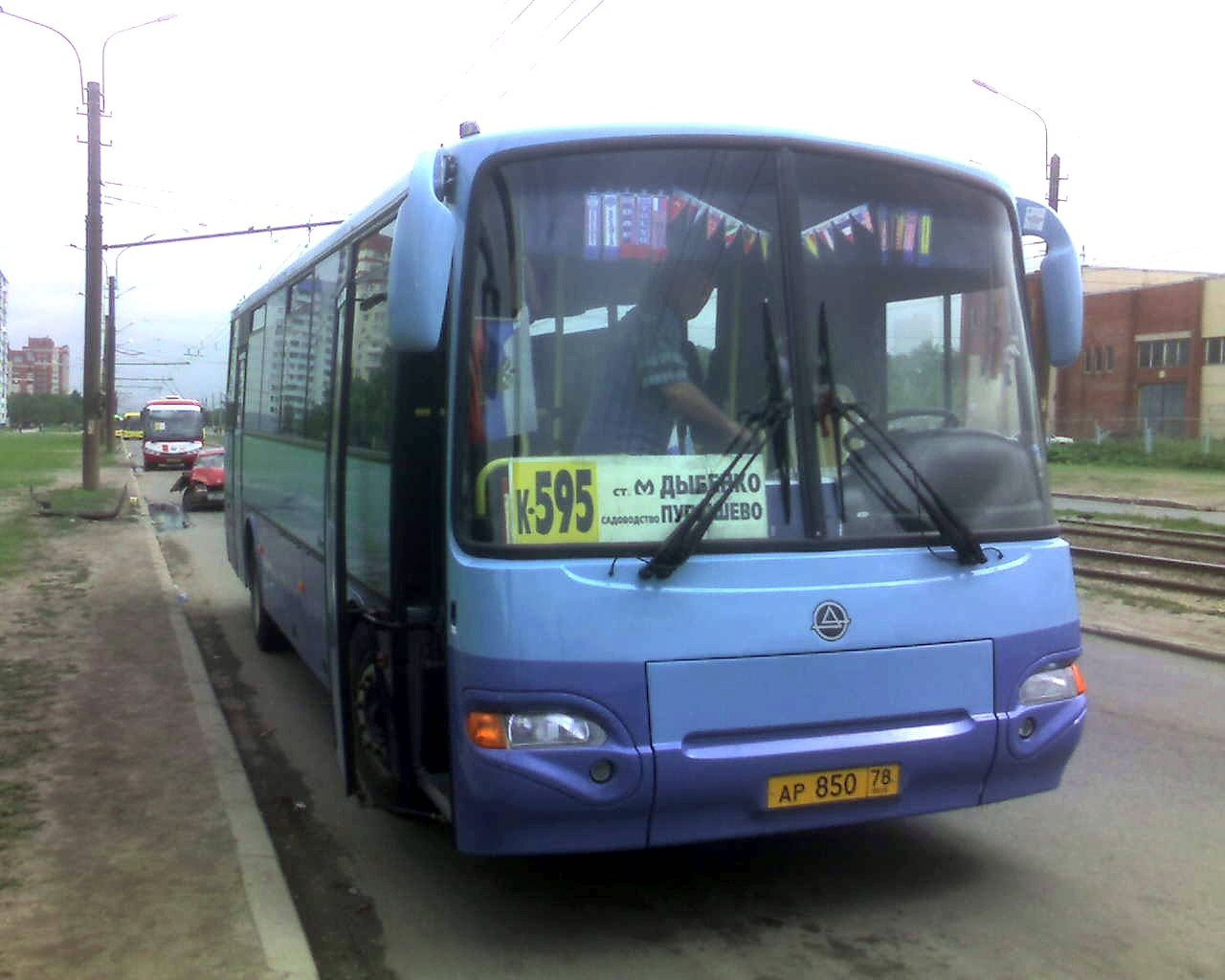
KAvZ-4238

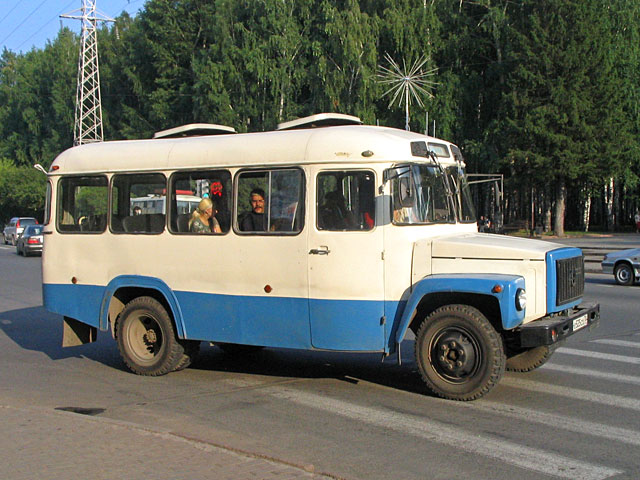
KAvZ-3976